# Große Bernsteinmakrele
Die Große Bernsteinmakrele (Seriola dumerili) auch Grünel, Gelbschwanzmakrele oder Bernstein-Stachelmakrele genannt, kommt zirkumglobal in allen Weltmeeren, deren Wassertemperatur bei mehr als 18 °C liegt, vor. Im Westatlantik reicht ihr Verbreitungsgebiet von Neuengland bis Brasilien und schließt auch die Karibik und den Golf von Mexiko ein. Außerdem lebt sie im Ostatlantik, im Mittelmeer, im Roten Meer und im Indopazifik von Südafrika bis nach Japan und Panama. Sie hält sich von der Wasseroberfläche bis in Tiefen von 350 Metern auf.

## Merkmale
Die Große Bernsteinmakrele kann maximal 1,90 Meter lang werden, erreicht aber normalerweise nur einen Meter Länge. Ihr Maximalgewicht liegt bei 80 kg. Ihre Farbe ist blaugrau, die Oberseite oft oliv, der Bauch silbrigweiß. Ein bernsteinfarbener Streifen zieht sich entlang der Flankenmitte. Die Flossen sind dunkel. Die vornliegenden Teile der zweiten Rückenflosse und der Afterflosse sind etwas erhöht. Wie fast allen Arten der Gattung Seriola fehlen der Großen Bernsteinmakrele die seitlichen Kiele an der Schwanzwurzel. Bei Jungfischen verläuft ein auffälliger dunkler Streifen vom Maul über die Augen zum Beginn der Rückenflosse. 
Flossenformel: Dorsale XIII/29–35, Anale III/18–22

## Lebensweise
Die Große Bernsteinmakrele ist ein umherziehender Raubfisch, der sich von anderen pelagisch lebenden Fischen ernährt. In kühleren Meeren lebt sie in wenigen Metern Tiefe, in wärmeren meist unterhalb von 100 Metern. Jungfische halten sich bis zu einer Größe von 30 cm in geschützten Buchten oder unter treibenden Tangen auf. Kleinere Jungfische schwimmen manchmal im Schutz von Quallen. Die Eier sind pelagisch.